# FK Spartak Subotica
A Spartak Subotica (szerbül: Фудбалски клуб Спартак Златибор вода) szerb labdarúgócsapat, székhelye Szabadka városában van. 2017-18-ban a szerb első osztályban a 4. helyet szerezte meg.
A vajdasági labdarúgócsapat két alkalommal jutott a jugoszláv kupa döntőjébe, elhódítania azonban egyszer sem sikerült. 
A Spartak nevet Jovan Mikić Spartak tiszteletére használja, aki a második világháború szabadkai partizánmozgalmának vezetője volt, később nemzeti hős lett. 1945-ös alapításától egészen 2008-ig a Spartak Subotica nevet viselte, amikor a FK Zlatibor Voda csapatával történt fúzió után felvette az FK Spartak Zlatibor Voda nevet, de 2013-ban visszavette régi nevét.

## Története
1945-ben alapították FK Spartak néven. A Vojvodina után a második legsikeresebb csapat Vajdaságban.

## Sikerei
Jugoszlávia
- Jugoszlávkupa-döntős:

2 alkalommal (1962, 1994)

## Külső hivatkozások
- Hivatalos honlap (szerbül)
- Adatlapja az uefa.com-on (angolul)